# Stazione di Quercianella-Sonnino
Stazione di Quercianella-Sonnino vasútállomás Olaszországban, Livorno településen.

## Vasútvonalak
Az állomást az alábbi vasútvonalak érintik:
- Pisa–Róma-vasútvonal

## Kapcsolódó állomások
A vasútállomáshoz az alábbi állomások vannak a legközelebb:
- Stazione di Castiglioncello
- Stazione di Antignano